# Skala Bortle’a
Skala Bortle’a – skala używana do szacunkowej oceny jakości nocnego nieba podczas obserwacji astronomicznych. Po raz pierwszy opisana przez Johna E. Bortle’a w lutym 2001, w czasopiśmie Sky & Telescope.
Alternatywą dla skali Bortle’a jest podanie jasności najsłabszych gwiazd widocznych danej nocy. Nie jest to jednak metoda obiektywna, ponieważ zależy również od wzroku obserwatora.
| Klasa | Niebo                                     | WGGO    | Przybliżona wartość SQM mag/arcsec2 | Szczegóły | Kolor         |
| ----- | ----------------------------------------- | ------- | ----------------------------------- | --- | ------------- |
| 1     | doskonale ciemne niebo                    | 7,6–8,0 | 21,7–22,0                           | - Światło zodiakalne jest widoczne i kolorowe - Przeciwblask jest widoczny - widoczny jest pas zodiakalny - Poświata niebieska jest dobrze widoczna - regiony Drogi Mlecznej opodal Gwiazdozbioru Skorpiona i Strzelca rzucają wyraźne cienie - wiele konstelacji, szczególnie tych słabszych, jest ledwo rozpoznawalnych pośród dużej liczby gwiazd - wiele gromad Messiera i kulistych jest widocznych gołym okiem - M33 (galaktyka trójkąta) to obiekt, który można bezpośrednio zobaczyć gołym okiem - Widoczność graniczna obiektów obserwowanych przy pomocy reflektoru o śr. 32 cm wynosi 17,5 mag (z wysiłkiem) - Wenus i Jowisz wpływają na adaptację do ciemności - nieoświetlone obiekty na ziemi właściwie niewidoczne - W krajach rozwiniętych właściwie nieosiągalna | czarne        |
| 2     | typowe dobrze ciemne niebo                | 7,1–7,5 | 21,5–21,7                           | - światło zodiakalne jest wyraźnie żółtawe i wystarczająco jasne, aby rzucać cienie o zmierzchu i świcie - poświata niebieska może być słabo widoczna w pobliżu horyzontu - chmury są widoczne w postaci ciemnych "dziur" na tle nieba - otoczenie jest ledwo widoczne na tle nieba - dostrzegalnych jest wiele struktur w letniej Drodze Mlecznej - wiele obiektów Messiera i gromad kulistych jest widocznych gołym okiem - M33 można z łatwością dostrzec gołym okiem - Widoczność graniczna (reflektor 32cm) wynosi 16,5 | szare         |
| 3     | niebo wiejskie                            | 6,6–7,0 | 21,3–21,5                           | - światło zodiakalne występuje wiosną i jesienią, a kolor jest nadal widoczny - widoczne na horyzoncie niewielkie zanieczyszczenie światłem - chmury są oświetlone w pobliżu horyzontu i ciemne nad głową - bezpośrednie otoczenie jest słabo widoczne - w letniej Drodze Mlecznej wciąż widać dużo struktur - M15, M4, M5 i M22 to obiekty widoczne gołym okiem - M33 jest dobrze widoczny przy zastosowaniu metody zerkania - Widoczność graniczna (reflektor 32cm) wynosi 16 | niebieskie    |
| 4     | niebo wiejskie przechodzące w podmiejskie | 6,1–6,5 | 20,4–21,3                           | - światło zodiakalne jest nadal widoczne, ale nie rozciąga się w połowie drogi do zenitu o zmierzchu lub o świcie - "czapy" zanieczyszczenia światłem widoczne w kilku kierunkach - chmury są oświetlone w kierunkach źródeł światła, ciemne nad głową - otoczenie jest dobrze widoczne, nawet z daleka - Droga Mleczna wysoko nad horyzontem wciąż robi wrażenie, ale brakuje jej szczegółowych struktur - M33 jest trudno dostrzegalny przy stosowaniu zerkania; widoczny tylko gdy znajduje się wysoko na niebie - Widoczność graniczna (reflektor 32cm) wynosi 15,5 | Zielone/żółte |
| 5     | podmiejskie niebo                         | 5,6–6,0 | 19,1–20,4                           | - jedynie niewielkie "ślady" światła zodiakalnego są widoczne podczas najlepszych nocy jesienią i wiosną - zanieczyszczenie światłem jest widoczne w większości, jeśli nie we wszystkich kierunkach - chmury są zauważalnie jaśniejsze niż niebo - Droga Mleczna jest bardzo słaba lub niewidoczna w pobliżu horyzontu, a w górnej części wygląda na "wyczyszczoną" - ciemniejsze nieba wyglądają podobnie podczas pierwszej / ostatniej kwadry, ale z tą różnicą, że niebo jest ciemnoniebieskie - Widoczność graniczna (reflektor 32cm) wynosi 15 | pomarańczowe  |
| 6     | jasne podmiejskie niebo                   | 5,1–5,5 | 18,0–19,1                           | - światło zodiakalne jest niewidoczne - zanieczyszczenie światłem powoduje, że niebo w promieniu 35 ° od horyzontu świeci na szaro-biało - chmury na całym niebie wydają się dość jasne - nawet wysokie chmury (cirrus) wydają się jaśniejsze niż tło nieba - otoczenie jest dobrze widoczne - Droga Mleczna jest widoczna tylko w pobliżu zenitu - M33 jest niewidoczna, M31 jest słabo widoczna - Widoczność graniczna (reflektor 32cm) wynosi 14,5 | czerwone      |
| 7     | niebo podmiejskie przechodzące w miejskie | 4,6–5,0 | 18,0–19,1                           | - zanieczyszczenie światłem powoduje, że całe niebo ma popielatobiałą poświatę - silne źródła światła są widoczne we wszystkich kierunkach - chmury są jasno oświetlone - Droga Mleczna jest prawie lub całkowicie niewidoczna - M31 i M44 można dostrzec, ale bez szczegółów - przez teleskop, najjaśniejsze obiekty Messiera zupełnie nie przedstawiają swojej prawdziwej "natury" - ciemniejsze nieba wyglądają podobnie podczas pełni księżyca, ale z tą różnicą, że niebo jest niebieskie - Widoczność graniczna (reflektor 32cm) wynosi 14 | czerwone      |
| 8     | niebo miejskie                            | 4,1–4,5 | <18,0                               | - niebo jest jasnoszare lub pomarańczowe - można z łatwością czytać - Wiele gwiazd tworzących zarysy gwiazdozbiorów jest niewidocznych. - M31 i M44 są ledwo zauważane przez doświadczonego obserwatora w dobre noce - nawet za pomocą teleskopu można wykryć tylko jasne obiekty Messiera - Widoczność graniczna (reflektor 32cm) wynosi 13 | białe         |
| 9     | niebo w centrum miasta                    | 4,0     | <18,0                               | - Niebo jest doskonale oświetlone - wiele gwiazd tworzących konstelacje jest niewidocznych, a wiele słabszych konstelacji jest niewidocznych - poza Plejadami, żaden obiekt Messiera nie jest widoczny gołym okiem - jedynymi obiektami do obserwowania są Księżyc, planety oraz kilka z najjaśniejszych gromad gwiazd | białe         |